# Riccardo Secchi
Riccardo Secchi (Milano, 13 marzo 1962) è un fumettista e sceneggiatore italiano.

## Carriera
Dopo essersi laureato in Lettere e filosofia a metà degli anni ottanta diviene redattore di Alan Ford, fumetto creato dal padre Luciano Secchi (meglio conosciuto con lo pseudonimo di Max Bunker) e da Magnus. Nello stesso periodo lavora saltuariamente come critico musicale per alcune pubblicazioni della Max Bunker Press. Successivamente dirige per alcuni anni la rivista-contenitore Super Comics - Rivista di fumetti superlativi.
Nel 1995 pubblica, sempre con la casa editrice del padre (la Max Bunker Press) una miniserie di 6 albi (più il numero 0) intitolata Gabriel con i disegni di Alessio Beccati. Due anni dopo l'editore Phoenix pubblica una seconda miniserie, sempre sui testi di Secchi, ma con i disegni di Roberto Olivetti.
Terminata l'esperienza con Gabriel entra a far parte dello staff della Sergio Bonelli Editore, per cui negli anni produce alcune storie per l'ambientazione di Nathan Never, pubblicate sia sulla serie regolare (albi 81, 115,116, 130, 140, 152 e 212), sia sugli spin off Legs Weaver (albo n 74 e Maxi Legs n 1) e Agenzia Alfa (albo n 11). Pur essendo le sue collaborazioni con la testata sporadiche, alcune storie affidate alla sua sceneggiatura sono molto importanti per l'evoluzione dei personaggi.
Nel 1998 inizia a collaborare anche con la The Walt Disney Company Italia, sia con storie pubblicate sulla testata Topolino (per esempio la saga Ultraheroes), sia con storie pubblicate sulle più innovative Mickey Mouse Mystery Magazine, PK² e Kylion.
Nel 2002 collabora con Grundy Italia e Rai Fiction, società di produzione televisive che realizzano la soap opera Un posto al sole, di cui sarà tra gli story editor della settima stagione.
Nel 2007 lavora per Disney Channel, alla sit com Fiore e Tinelli, mentre l'anno seguente è in Mediaset, dove lavora come sceneggiatore al progetto di una miniserie in sei puntate, Agata e Ulisse. Sempre nel 2008 è, con Hubertus Rufledt, tra gli sceneggiatori del fumetto Disney Mad Sonja, realizzato dallo staff dello studio tedesco Grey-hound Studio
Ha insegnato sceneggiatura all'Accademia Disney e alla Scuola del Fumetto di Milano.
Dal Gennaio 2015 collabora al blog culturale Atmosphereblog.com, per il quale ha scritto un articolo sulla sua band Riccardo III e un saggio sulla serie tv True Detective intitolato Due Stagioni All'Inferno - Considerazione Sulla Serie Tv True Detective.